# Atsuko Tanaka (saut à ski)
Pour les articles homonymes, voir Atsuko Tanaka et Tanaka.
Atsuko Tanaka (田中 温子, Tanaka Atsuko), née le 25 janvier 1992 à Calgary, est une sauteuse à ski canado-japonaise.

## Biographie
Ses parents sont nés au Japon, mais habitent à Calgary ; son père a pratiqué le saut à ski, et sa mère le ski de fond. Elle a concouru pour l'équipe nationale au Canada jusqu'en 2010. Elle passe ensuite deux ans au Japon pour suivre un cursus universitaire ; elle saute et s’entraîne alors dans ce pays. Elle entre dans l'équipe junior du Japon à l'occasion des Championnats du monde junior de saut à ski 2011 à Otepää, mais a du mal ensuite à se qualifier dans l'équipe nationale japonaise pour les compétitions internationales en raison du niveau élevé des autres sauteuses japonaises.
Au printemps 2012, Atsuko Tanaka annonce que son cursus universitaire étant terminé, elle retourne au Canada ; elle va sauter à nouveau avec l'équipe canadienne dès les compétitions estivales de 2012, la FIS ayant accepté ce changement d'équipe sans la pénaliser.

## Parcours sportif

### Coupe continentale

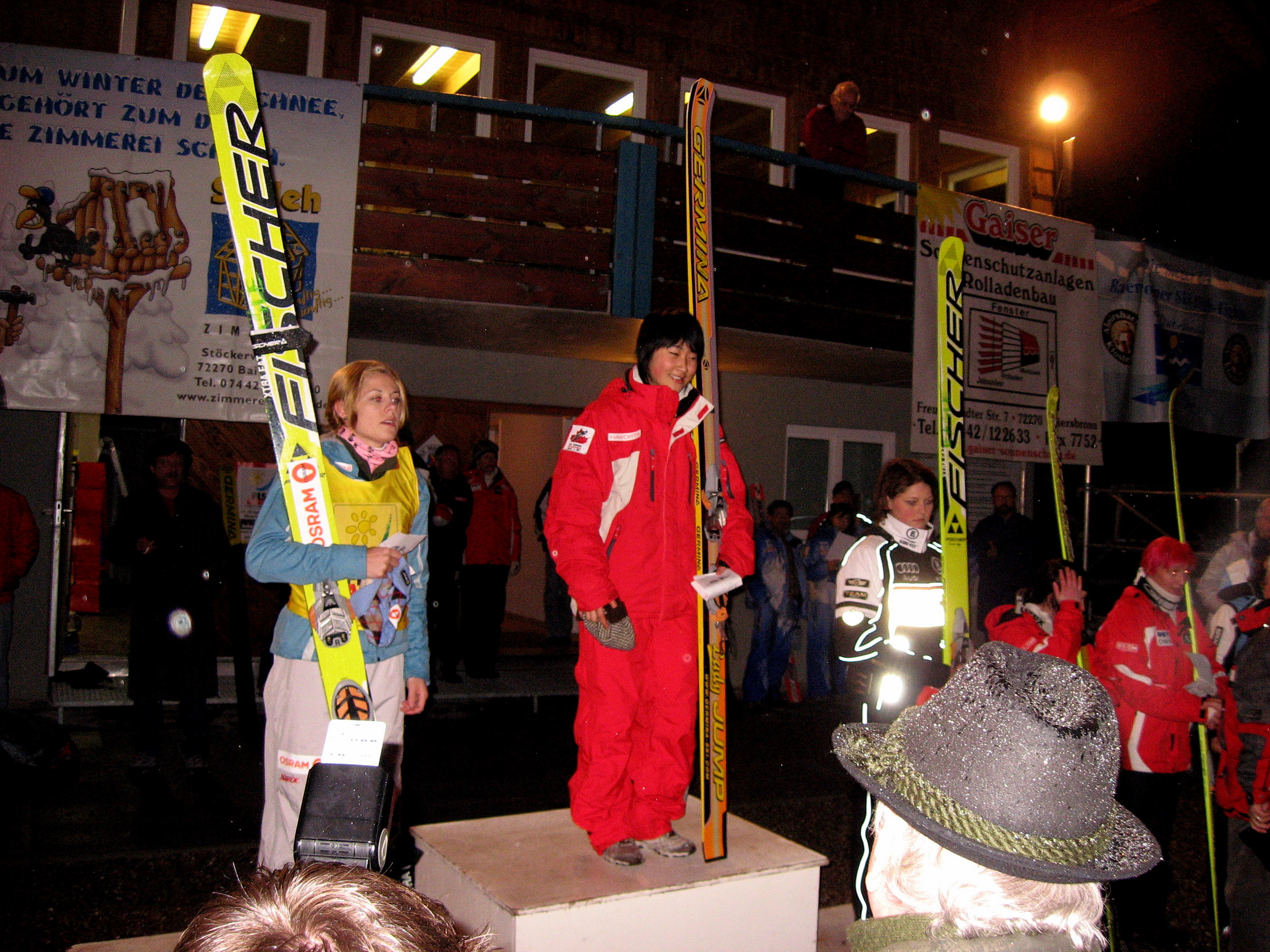
Atsuko Tanaka gagne à Baiersbronn le 22 février 2008.

Atsuko Tanaka participe à la Coupe continentale dès sa première édition de l'été 2004 le 23 juillet à Park City. Elle a alors 12 ans et demi, et prend la 16e place.
Sa meilleure saison est en 2006, elle termine à la 8e place du classement général.
Atsuko Tanaka gagne deux compétitions le 22 février 2008 à Baiersbronn, et précédemment le 2 octobre 2005 à Park City : elle n'a pas encore 14 ans, et c'est la plus jeune à avoir remporté une épreuve de Coupe continentale, encore en janvier 2011.

### Championnats du monde junior
Atsuko Tanaka a pris part à cinq éditions des Championnats du monde junior, en 2012 à Erzurum, en 2011 à Otepää, en 2010 à Hinterzarten, en 2008 à Zakopane, et en 2006 à Kranj où elle gagne la médaille d'argent le 5 février.

### Coupe du monde et grands championnats (depuis 2012)
En décembre 2011, à Lillehammer, elle s'élance pour le premier concours féminin de Coupe du monde de l'histoire ; elle y prend la 26e place, ce qui lui vaut des points. Quelques mois plus tard, elle revient dans la Coupe du monde, pour bien figurer au Mont Zaō, où elle décroche une huitième place.
En 2013, elle est sélectionnée aux Championnats du monde de Val di Fiemme, se classant quinzième, ce qui reste son unique participation. En septembre 2013, elle obtient son meilleur résultat dans une compétition avec l'élite du saut en terminant troisième du Grand Prix à Almaty, pour prendre la quatrième place au classement général de la compétition estivale.
Elle obtient son meilleur résultat dans la Coupe du monde en janvier 2014 à Sapporo. Quelques semaines plus tard, elle fait partie des athlètes qui participent au premier concours féminin aux Jeux olympiques, Tanaka prenant la douzième position.
Elle prend sa retraite sportive en 2018, année où elle marque encore deux points en Coupe du monde.

## Palmarès

### Jeux olympiques
| Épreuve / Édition | Sotchi 2014 |
| Individuel        | 12e         |

### Championnats du monde
| Épreuve / Édition | Val di Fiemme 2013 |
| Individuel        | 15e                |

### Coupe du monde
- Meilleur classement général : 19e en 2013.
- Meilleur résultat : 4e à Sapporo en janvier 2014.

#### Classements généraux annuels
| Année | Rang |
| 2012  | 34e  |
| 2013  | 19e  |
| 2014  | 29e  |
| 2016  | 51e  |
| 2017  | 44e  |
| 2018  | 52e  |

### Championnats du monde junior
- Médaille d'argent en 2006 à Kranj.

### Coupe continentale
- 8e du classement général en 2006.
- Meilleurs résultats :
  - 1re au concours de Park City le 2 octobre 2005.
  - 1re au concours de Baiersbronn le 22 février 2008.

### Grand Prix
- 4e du classement général en 2013.
- 1 podium individuel.